# Дипломатически мисии на Ботсвана
Този списък включва дипломатическите мисии на Ботсвана по света.

## Европа
- Белгия
  - Брюксел (посолство)
- Великобритания
  - Лондон (представителство)
- Швеция
  - Стокхолм (посолство)

## Северна Америка
- САЩ
  - Вашингтон (посолство)

## Африка
- Етиопия
  - Адис Абеба (посолство)
- Замбия
  - Лусака (представителство)
- Кения
  - Найроби (представителство)
- Намибия
  - Виндхук (представителство)
- Нигерия
  - Абуджа (представителство)
- ЮАР
  - Претория (представителство)
  - Кейп Таун (генерално консулство)
  - Йоханесбург (генерално консулство)

## Азия
- Индия
  - Ню Делхи (представителство)
- Китай
  - Пекин (посолство)
- Япония
  - Токио (посолство)

## Океания
- Австралия
  - Канбера (представителство)

## Международни организации
- - Брюксел - ЕС
  - Ню Йорк - ООН